# Wahlen in Bosnien und Herzegowina 2018
Die Wahlen in Bosnien und Herzegowina 2018 fanden am 7. Oktober statt.
Hierbei wurden auf der Ebene des Gesamtstaates Bosnien und Herzegowina das aus drei Mitgliedern bestehende Staatspräsidium von Bosnien und Herzegowina gewählt sowie die Mitglieder des Abgeordnetenhauses (bosnisch: Predstavnički Dom), einer der zwei Kammern des Parlaments.
Auf der Ebene der Entität Republika Srpska wurden zudem der Präsident mit seinen beiden Vertretern sowie das Parlament der Republika Srpska, bestehend aus 83 Abgeordneten, gewählt.
Auf der Ebene der Entität Föderation Bosnien und Herzegowina wurde deren Parlament, bestehend aus 98 Abgeordneten, gewählt. Ebenso wurde in den zehn Kantonen der Föderation die jeweilige Versammlung der Volksvertretung gewählt.

## Ausgangslage
Nationalismus und separatistische Bestrebungen in der Republika Srpska sorgen für Unruhe. In der Wirtschaft herrscht Klientelpolitik vor. Mit 25 % hat Bosnien und Herzegowina eine der höchsten Arbeitslosenquoten Europas, was mit ein Grund dafür ist, dass jährlich etwa 40.000 Menschen das Land verlassen. Im Wahlkampf spielten die Themen Arbeitslosigkeit und Rechtsstaatlichkeit allerdings kaum eine Rolle. Großes Thema war hingegen die Protestbewegung „Gerechtigkeit für David“, die sich infolge des Todes eines jungen Mannes gebildet hatte. David Dragičević wurde im März 2018 tot in einem Fluss in Banja Luka aufgefunden. Während die Polizei behauptet, er hätte Drogen genommen und wäre ertrunken, ist sein Vater überzeugt, David sei infolge von Misshandlungen durch die Polizei gestorben und Behörden würden dies vertuschen. Im Zuge des Wahlkampfes richtete sich die wachsende Protestbewegung auch gegen Willkür und Machtmissbrauch durch Polizei, Justiz und Politik.
Es stellten sich 68 politischen Parteien und 36 Koalitionen sowie 34 unabhängige Kandidaten zur Wahl. Das Wahlsystem wird in Medien gern als das komplizierteste in ganz Europa bezeichnet. Wahlbeobachter wurden von der OSZE gestellt und von der NGO „Pod Lupom“ (Unter der Lupe).

## Ergebnisse

### Wahl des Staatspräsidiums
Bei der Wahl des dreiköpfigen Staatspräsidiums gewann als bosniakischer Kandidat Šefik Džaferović, als kroatischer Kandidat Željko Komšić, der somit das Amt zum dritten Mal antritt, und als serbischer Kandidat Milorad Dodik. Die zwei ebenfalls kandidierenden bisherigen Mitglieder des Staatspräsidiums, Dragan Čović (Kroate) und Mladen Ivanić (Serbe), unterlagen.
| Kandidat          | Partei               | Stimmen | %     |
| ----------------- | -------------------- | ------- | ----- |
| Šefik Džaferović  | SDA                  | 208.943 | 36,52 |
| Denis Bećirović   | SDP                  | 192.321 | 33,62 |
| Fahrudin Radončić | SBB                  | 074.597 | 13,04 |
| Mirsad Hadžikadić | Platforma za progres | 057.098 | 09,98 |
| Senad Šepić       | Nezavisni blok       | 029.577 | 05,17 |
| Amer Jerlagić     | SBiH                 | 009.526 | 01,67 |

| Kandidat                  | Partei   | Stimmen | %     |
| ------------------------- | -------- | ------- | ----- |
| Željko Komšić             | DF BH    | 221.573 | 53,95 |
| Dragan Čović              | HDZ BiH  | 142.771 | 34,76 |
| Diana Zelenika            | HDZ 1990 | 024.651 | 06,00 |
| Boriša Falatar            | NS       | 015.690 | 03,82 |
| Jerko Ivanković Lijanović | NSRzB    | 006.011 | 01,48 |

| Kandidat        | Partei                                  | Stimmen | %     |
| --------------- | --------------------------------------- | ------- | ----- |
| Milorad Dodik   | SNSD/СНСД                               | 352.933 | 53,89 |
| Mladen Ivanić   | Allianz für den Sieg (Savez za Pobjedu) | 281.222 | 42,94 |
| Mirjana Popović | SNS/СНС                                 | 010.826 | 01,65 |
| Gojko Kličković | Prva SDS/Прва СДС                       | 009.906 | 01,51 |

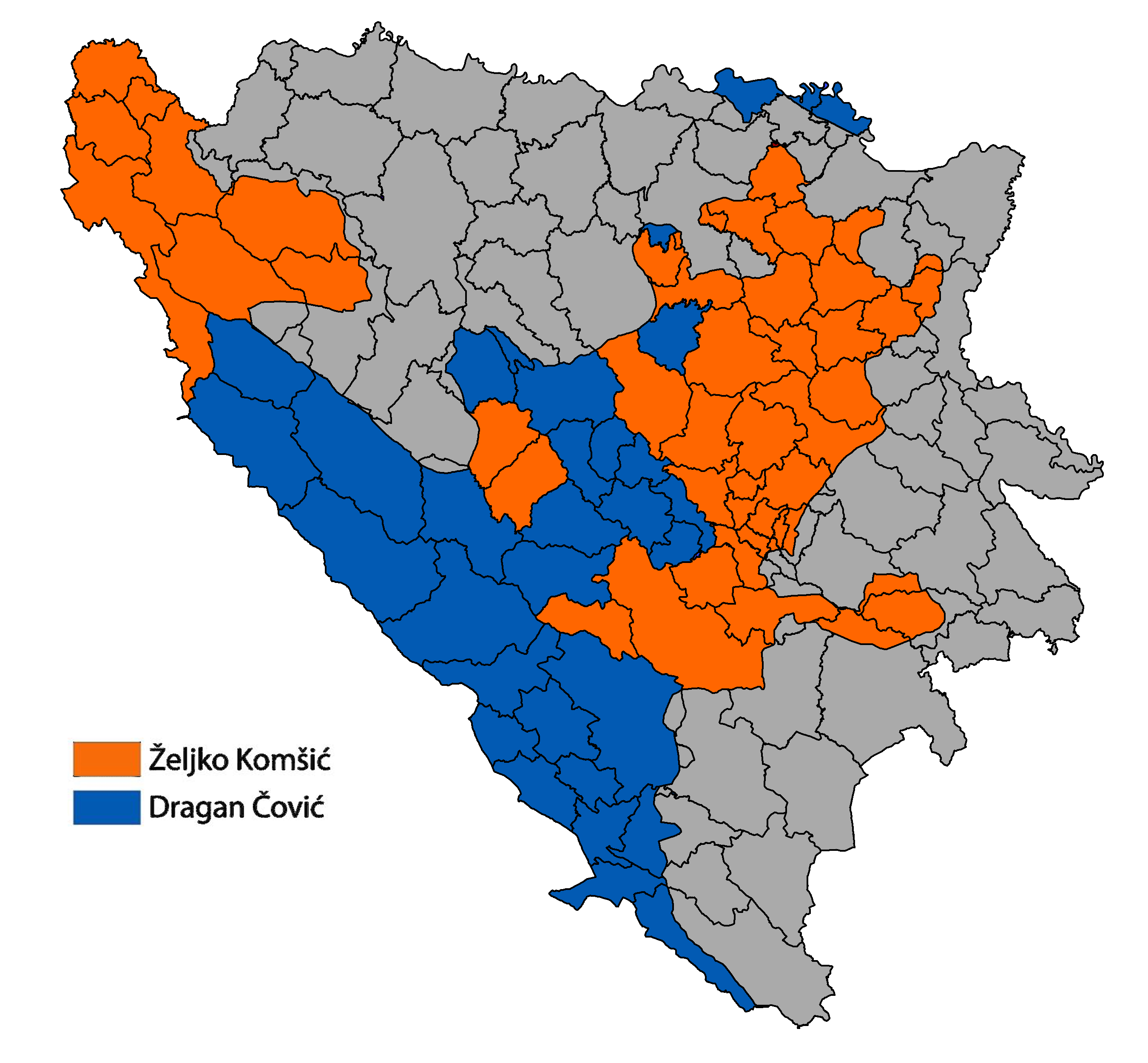
Siegreicher kroatischer Kandidat nach Gemeinde
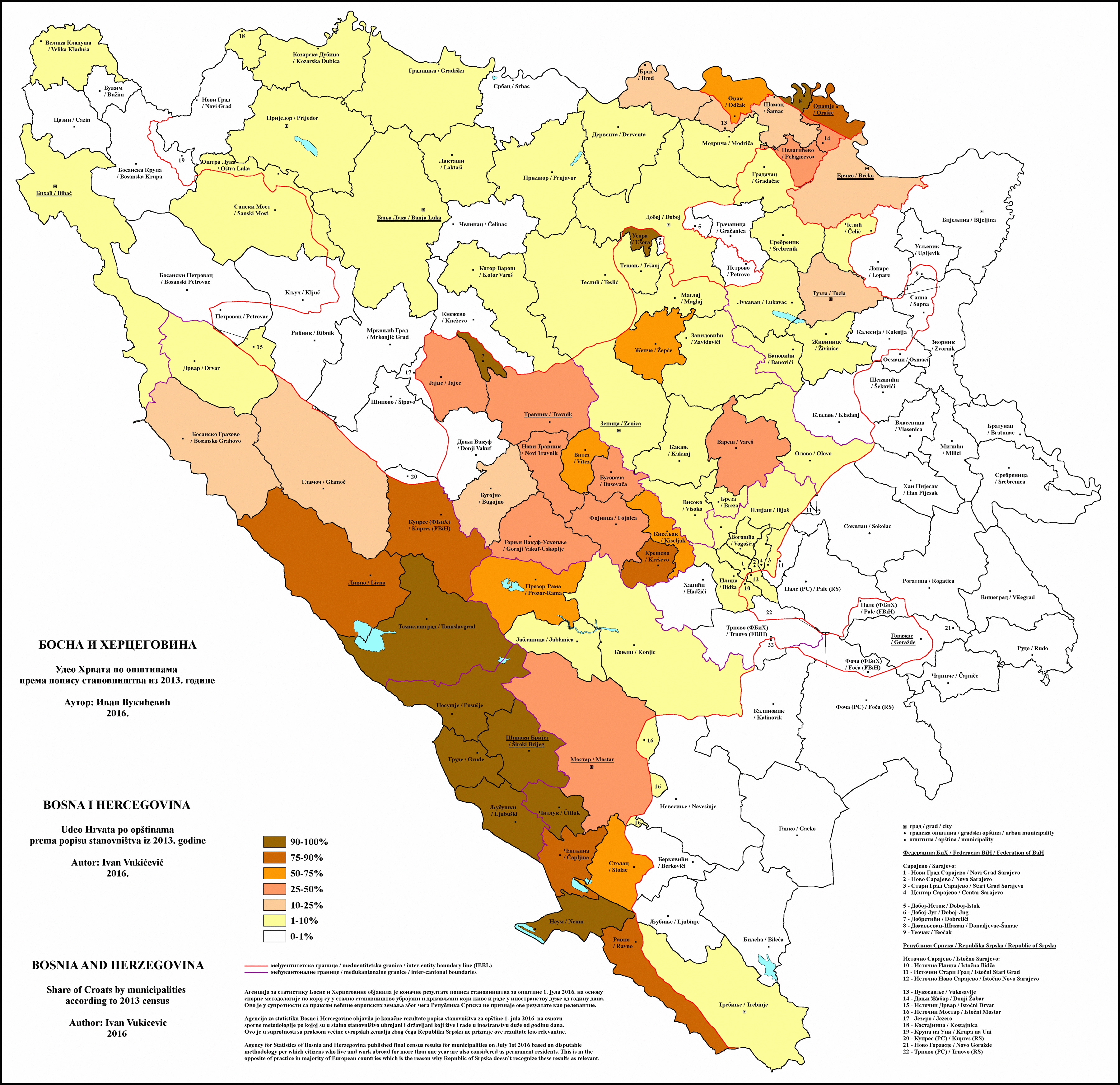
Kroatische Bevölkerung pro Gemeinde

### Wahl des Abgeordnetenhauses von Bosnien und Herzegowina
Das gesamtstaatliche Abgeordnetenhaus hat 42 Sitze, 28 Abgeordnete werden dafür im bosniakisch-kroatischen Landesteil, 14 in der Republika Srpska gewählt. Als einzige Partei konnte die Partei der demokratischen Aktion (SDA) in beiden Landesteilen Mandate gewinnen. Die Wahlbeteiligung lag bei rund 54 Prozent. Die Zentrale Wahlkommission hatte 30 Tage Zeit, um das endgültige Wahlergebnis zu bestätigen, erst danach wurden Koalitionsverhandlungen geführt.
Die Regierungsbildung gestaltete sich schwierig. Erst 14 Monate nach der Wahl wurde am 23. Dezember 2019 eine neue Regierung vom Parlament bestätigt. Ihr gehören SDA, SNSD, SBB, HDZ und DF an.
| Partei                                                                      | Föderation Bosnien und Herzegowina | Föderation Bosnien und Herzegowina | Föderation Bosnien und Herzegowina | Republika Srpska | Republika Srpska | Republika Srpska | Gesamt    | Gesamt | Gesamt | Gesamt |
| Partei                                                                      | Stimmen                            | %                                  | Sitze                              | Stimmen          | %                | Sitze            | Stimmen   | %      | Sitze  |        |
| --------------------------------------------------------------------------- | ---------------------------------- | ---------------------------------- | ---------------------------------- | ---------------- | ---------------- | ---------------- | --------- | ------ | ------ | ------ |
| Stranka demokratske akcije (SDA)                                            | 252.081                            | 25,48                              | 8                                  | 29.673           | 4,45             | 1                | 281.754   | 17,01  | 9      |        |
| Savez nezavisnih socijaldemokrata (SNSD)                                    | 4.663                              | 0,47                               | -                                  | 260.930          | 39,10            | 6                | 265.593   | 16,03  | 6      |        |
| Srpska Demokratska Stranka (SDS-NDP-NS-SRS)                                 | -                                  | -                                  | -                                  | 162.414          | 24,34            | 3                | 162.414   | 9,80   | 3      |        |
| Socijaldemokratska partija Bosne i Hercegovine (SDP)                        | 140.781                            | 14,23                              | 5                                  | 9.672            | 1,45             | -                | 150.453   | 9,08   | 5      |        |
| Wahlbündnis HDZ BiH, HSS, HKDU BiH, HSP-HNS, HSP DR AS BiH, HDU BiH, HSS SR | 145.487                            | 14,71                              | 5                                  | 4.385            | 0,66             | -                | 149.872   | 9,05   | 5      |        |
| DF-GS, Željko Komšić: BiH Pobjeđuje!                                        | 96180                              | 9,72                               | 3                                  | -                | -                | -                | 96.180    | 5,81   | 3      |        |
| Partija demokratskog progresa (PDP - Mladen Ivanić)                         | -                                  | -                                  | -                                  | 83.832           | 12,56            | 2                | 83.832    | 5,06   | 2      |        |
| Demokratski narodni savez (DNS)                                             | 652                                | 0,07                               | -                                  | 68.637           | 10,29            | 1                | 69.289    | 4,18   | 1      |        |
| Savez za bolju budućnost Bosne i Hercegovine (SBB-Fahrudin Radončić)        | 67.597                             | 6,83                               | 2                                  | 1.394            | 0,21             | -                | 68.991    | 4,16   | 2      |        |
| Naša stranka                                                                | 48.402                             | 4,89                               | 2                                  | -                | -                | -                | 48.402    | 2,92   | 2      |        |
| Nezavisni blok                                                              | 41.511                             | 4,20                               | 1                                  | -                | -                | -                | 41.511    | 2,51   | 1      |        |
| Pokret demokratske akcije (PDA)                                             | 38.417                             | 3,88                               | 1                                  | -                | -                | -                | 38.417    | 2,32   | 1      |        |
| Socijalistička Partija                                                      | -                                  | -                                  | -                                  | 31.321           | 4,69             | 1                | 31.321    | 1,89   | 1      |        |
| A-SDA za evropsku Bosni i Hercegovinu - Zajedno                             | 29.763                             | 3,01                               | 1                                  | 756              | 0,11             | -                | 30.519    | 1,84   | 1      |        |
| Hrvatsko zajedništvo (HDZ 1990, HSP BIH)                                    | 28.962                             | 2,93                               | -                                  | -                | -                | -                | 28.962    | 1,75   | -      |        |
| Narod i Pravda                                                              | 23353                              | 2,36                               | -                                  | -                | -                | -                | 23353     | 1,41   | -      |        |
| Stranka za Bosnu i Hercegovinu (SBiH)                                       | 17.830                             | 1,80                               | -                                  | -                | -                | -                | 17.830    | 1,08   | -      |        |
| Bosanskohercegovačka Patriotska Stranka (BPS-Sefer Halilović)               | 16.433                             | 1,66                               | -                                  | -                | -                | -                | 16.433    | 0,99   | -      |        |
| Nezavisna bosanskohercegovačka lista                                        | 12.505                             | 1,26                               | -                                  | -                | -                | -                | 12.505    | 0,75   | -      |        |
| Laburistička stranka Bosne i Hercegovine                                    | 7.735                              | 0,78                               | -                                  | -                | -                | -                | 7.735     | 0,47   | -      |        |
| Prva srpska demokratska stranka (Prva SDS)                                  | -                                  | -                                  | -                                  | 7.513            | 1,13             | -                | 7.513     | 0,45   | -      |        |
| Stranka penzionera / umirovljenika BiH                                      | 7.185                              | 0,73                               | -                                  | -                | -                | -                | 7.185     | 0,43   | -      |        |
| Bosanska stranka - Mirnes Ajanović (BOSS)                                   | 5.771                              | 0,58                               | -                                  | -                | -                | -                | 5.771     | 0,35   | -      |        |
| Srpska napredna stranka                                                     | -                                  | -                                  | -                                  | 4.750            | 0,71             | -                | 4.750     | 0,29   | -      |        |
| Savez za novu politiku                                                      | 728                                | 0,07                               | -                                  | 1.381            | 0,21             | -                | 2.109     | 0,13   | -      |        |
| LDS za boljitak                                                             | 1.833                              | 0,19                               | -                                  | -                | -                | -                | 1.833     | 0,11   | -      |        |
| Hrvatska stranka Bosne i Hercegovine                                        | 1.095                              | 0,11                               | -                                  | -                | -                | -                | 1.095     | 0,07   | -      |        |
| Lijevo Krilo                                                                | 264                                | 0,03                               | -                                  | 666              | 0,10             | -                | 930       | 0,06   | -      |        |
|                                                                             |                                    |                                    |                                    |                  |                  |                  |           |        |        |        |
| Summe                                                                       | 989.228                            | 100                                | 28                                 | 667.324          | 100              | 14               | 1.656.552 | 100    | 42     |        |
| Ungültige Stimmen                                                           | 95.808                             |                                    |                                    | 60.600           |                  |                  | 156.408   |        |        |        |

### Wahl der  Nationalversammlung der Republika Srpska
| Partei oder Wahlbündnis                                                     | Stimmen | %     | Mandate |
| --------------------------------------------------------------------------- | ------- | ----- | ------- |
| Savez nezavisnih socijaldemokrata (SNSD)                                    | 218.203 | 31,87 | 28      |
| Srpska Demokratska Stranka (SDS-SRSRS-SRS)                                  | 123.515 | 18,04 | 16      |
| Demokratski narodni savez (DNS)                                             | 098.851 | 14,44 | 12      |
| Partija demokratskog progresa (PDP RS - Mladen Ivanić)                      | 069.948 | 10,22 | 9       |
| Socijalistička Partija                                                      | 056.106 | 08,19 | 7       |
| Zajedno za BiH (SDA, SBiH, BPS)                                             | 029.556 | 04,32 | 4       |
| NDP Dragan Čavić-NS-SNS-Sloboda                                             | 028.183 | 04,12 | 4       |
| Ujedinjena Srpska                                                           | 021.187 | 03,09 | 3       |
| Proevropski blok                                                            | 011.157 | 01,63 | -       |
| Pokret uspješna Srpska – dr Zlatko Maksimović                               | 006.330 | 00,92 | -       |
| Prva srpska demokratska stranka (Prva SDS)                                  | 006.288 | 00,92 | -       |
| Srpska Napredna Stranka                                                     | 003.595 | 00,53 | -       |
| Wahlbündnis HDZ BiH, HSS, HKDU BiH, HSP-HNS, HSP DR AS BiH, HDU BiH, HSS SR | 002.083 | 00,30 | -       |
| Savez za novu politiku                                                      | 001.612 | 00,24 | -       |
| Pokret demokratske akcije PDA BiH                                           | 001.547 | 00,23 | -       |
| Savez Ostanak                                                               | 001.420 | 00,21 | -       |
| Nezavisna bosanskohercegovačka lista                                        | 001.114 | 00,16 | -       |
| Komunistička partija                                                        | 001.089 | 00,16 | -       |
| Ekoloska partija Republike Srpske                                           | 000651  | 00,10 | -       |
| Hrvatska Demokratska Zajednica 1990 - HDZ 1990                              | 000523  | 00,08 | -       |
| Prva Stranka                                                                | 000463  | 00,07 | -       |
| Bosanska stranka - Mirnes Ajanović (BOSS)                                   | 000363  | 00,05 | -       |
| Savez Mladih Snaga (SMS)                                                    | 000301  | 00,04 | -       |
| Zavičajni socijaldemokrati - Mile Marčeta                                   | 000299  | 00,04 | -       |
| Savez Za Demokratsku Srpsku                                                 | 000231  | 00,03 | -       |
| Građanski savez                                                             | 000046  | 00,01 | -       |
| Ivana Bubić - Unabhängiger Kandidat                                         | 000036  | 00,01 | -       |
| Mladen Nikolić - Unabhängiger Kandidat                                      | 000034  | 00,00 | -       |
| Lijevo Krilo                                                                | 000007  | 00,00 | -       |
| Dobroslav Todić - Unabhängiger Kandidat                                     | 000007  | 00,00 | -       |
| Era Bojan - Unabhängiger Kandidat                                           | 000001  | 00,00 | -       |

### Wahl des Präsidenten der Republika Srpska
Zur Präsidentin der Republika Srpska wurde mit 47,48 Prozent der Stimmen die amtierende Premierministerin Željka Cvijanović von der SNSD gewählt, die damit Milorad Dodik nachfolgt.

### Wahl des Parlaments der Föderation Bosnien und Herzegowina
Das Parlament der Föderation Bosnien und Herzegowina besteht aus dem Unterhaus und dem Oberhaus, die wie im gesamtstaatlichen Parlament „Repräsentantenhaus“ bzw. „Haus der Völker“ genannt werden. Während die Abgeordneten des Unterhauses direkt gewählt werden, werden die Oberhausmitglieder von den kantonalen Versammlungen gewählt. Dies hätte laut Verfassung innerhalb eines Monats nach Bestätigung der Wahlergebnisse für die Kantonsparlamente passieren sollen, ist aber bislang noch nicht in allen Kantonen geschehen, weshalb das Oberhaus noch nicht konstituiert ist (Stand: 28. Januar 2019). Damit verbunden ist auch eine Verzögerung in der Wahl des Oberhauses des Gesamtstaatlichen Oberhauses, da 10 seiner 15 Mitglieder durch das Oberhaus der Föderation gewählt werden müssen.
Die Ergebnisse der Wahl des Unterhauses:
| Partei oder Wahlbündnis                                                     | Stimmen | %     | Mandate |
| --------------------------------------------------------------------------- | ------- | ----- | ------- |
| Stranka demokratske akcije (SDA)                                            | 252.773 | 25,24 | 27      |
| Socijaldemokratska partija Bosne i Hercegovine (SDP)                        | 145.453 | 14,52 | 16      |
| Wahlbündnis HDZ BiH, HSS, HKDU BiH, HSP-HNS, HSP DR AS BiH, HDU BiH, HSS SR | 143.705 | 14,35 | 16      |
| DF-GS, Željko Komšić: BiH Pobjeđuje!                                        | 093.696 | 09,36 | 10      |
| Savez za bolju budućnost Bosne i Hercegovine (SBB-Fahrudin Radončić)        | 070.683 | 07,06 | 8       |
| Naša stranka                                                                | 050.945 | 05,09 | 6       |
| Pokret demokratske akcije (PDA)                                             | 037.731 | 03,77 | 4       |
| Nezavisni blok                                                              | 034.912 | 03,49 | 4       |
| A-SDA za evropsku Bosni i Hercegovinu - Zajedno                             | 027.429 | 02,74 | 2       |
| Hrvatsko zajedništvo (HDZ 1990, HSP BIH, HNL)                               | 025.663 | 02,56 | 2       |
| Narod i Pravda                                                              | 023.222 | 02,32 | 2       |
| Stranka za Bosnu i Hercegovinu (SBiH)                                       | 023.007 | 02,30 | -       |
| Nezavisna bosanskohercegovačka lista                                        | 015.113 | 01,51 | -       |
| Bosanskohercegovačka Patriotska Stranka (BPS-Sefer Halilović)               | 014.033 | 01,40 | -       |
| Stranka penzionera / umirovljenika BiH                                      | 008.152 | 00,81 | -       |
| Laburistička stranka Bosne i Hercegovine                                    | 007.656 | 00,76 | 1       |
| Bosanska stranka - Mirnes Ajanović (BOSS)                                   | 007.092 | 00,71 | -       |
| Hrvatska republikanska stranka                                              | 006.670 | 00,67 | -       |
| Srpska lista/Српска листа                                                   | 005.244 | 00,52 | -       |
| LDS za boljitak                                                             | 002.158 | 00,22 | -       |
| DNZ BiH - Krajiška stranka                                                  | 001.865 | 00,19 | -       |
| Hrvatska stranka Bosne i Hercegovine                                        | 001.481 | 00,15 | -       |
| Srpska napredna stranka                                                     | 000896  | 00,09 | 0-      |
| Komunistička partija                                                        | 000593  | 00,06 | -       |
| Savez za Stari Grad                                                         | 000474  | 00,05 | -       |
| Demokratska Stranka BiH                                                     | 000367  | 00,04 | -       |
| Prva Stranka                                                                | 000258  | 00,03 | -       |
| Savez za novu politiku                                                      | 000155  | 00,01 | -       |

## Kritik

### Vor dem Wahltag
Im Vorfeld der Wahl gab es Vorwürfe von Wahlmanipulation: So sollen sich in den Wahllisten hunderttausende Karteileichen befinden, Angestellte von Staatsbetrieben und in der Verwaltung sollen mit Entlassung bedroht worden sein, falls sie die „falschen“ Parteien wählen. Etwa 350.000 Menschen hatten von den Behörden keinen Personalausweis bekommen, der Voraussetzung für die Teilnahme an der Wahl war. Viele Menschen im Ausland, die als Briefwähler registriert waren, gaben an, keinen Wahlantrag gestellt zu haben. Die Opposition behauptete, dass die Stimmabgabe manipuliert werden soll.
Der Verfassungsgerichtshof hatte 2017 die Bestimmungen für die Wahl des Parlamentes der Föderation Bosnien und Herzegowina für verfassungswidrig erklärt. Da es aber seither zu keiner Gesetzesänderung gekommen ist, ist die Wahrscheinlichkeit hoch, dass einzelne Parteien das Ergebnis nicht anerkennen werden und Neuwahlen durchgeführt werden müssen.

### Wahl des kroatischen Mitgliedes des Staatspräsidiums
Gemäß Verfassung besteht das Staatspräsidium aus jeweils einem bosniakischen, kroatischen und serbischen Mitglied. Der serbische Vertreter wird hierbei von den Wählern innerhalb der Republika Srpska gewählt, der bosniakische und kroatische Vertreter innerhalb der Föderation Bosnien und Herzegowina. Daher können weder Serben in der Föderation, noch Bosniaken und Kroaten in der Republika Srpska die Vertreter ihrer Volksgruppe mitbestimmen.
Bei den vorhergehenden Wahlen in den Jahren 2006 und 2010 wurde Željko Komšić (damals in der sozialdemokratischen SDP) zum kroatischen Mitglied des Präsidiums gewählt, was bereits damals bei Teilen der kroatischen Bevölkerung auf Kritik stieß. Kritisiert wurde, dass Komšić seine Wählerstimmen zum großen Teil von bosniakischen Wählern erhalte. Dies ist möglich, da jeder Wähler innerhalb der Föderation frei aus sämtlichen bosniakischen und kroatischen Kandidaten wählen kann und die Bevölkerungszahl der Bosniaken in der Föderation Bosnien und Herzegowina gemäß Volkszählung 2013 mehr als dreimal größer ist als jene der Kroaten.
Nachdem Željko Komšić nach zwei Legislaturen 2014 nicht erneut antreten durfte, wurde Dragan Čović (HDZ BiH) zum kroatischen Vertreter gewählt, welcher im Unterschied zu Komšić auch die Stimmmehrheit in den mehrheitlich kroatischen Gemeinden der Herzegowina erhielt. Bei den Wahlen 2018 konnte Komšić erneut antreten, was Čović öffentlich befürchten ließ, die bosniakische Bevölkerung könne ihre Stimmenmehrheit erneut dazu nutzen, Komšić statt ihn selbst zum kroatischen Vertreter zu wählen. Als mögliche Lösung schlug Čović die bereits vorher immer wieder diskutierte Schaffung einer dritten (kroatischen) Entität vor, was u. a. vom bosniakischen Vertreter Bakir Izetbegović aber abgelehnt wurde und dem Dayton-Vertrag widerspricht.
Schließlich erhielt Komšić mit ca. 220.000 Wählerstimmen deutlich mehr als der unterlegene Kandidat Čović mit ca. 140.000 Stimmen. Tatsächlich wurde Komšić in vielen Fällen von Bosniaken gewählt. So erhielt er in der Opština Goražde, wo laut Volkszählung 2013 19.692 Bosniaken und nur 23 Kroaten lebten, 4.842 Wählerstimmen (39,41 %). Andererseits bekam er in Široki Brijeg (laut Volkszählung 28.929 kroatische Einwohner) lediglich 63 Stimmen (0,52 %), Dragan Čović hingegen mit 10.339 (85,05 %) die meisten Wählerstimmen.
Als Reaktion erklärte der unterlegene Kandidat Čović, dass das Ergebnis zu einer „nie gesehenen Krise“ in Bosnien und Herzegowina führen und die politischen Gremien im Land lahmlegen werde. Hierbei wird er auch von Politikern aus Kroatien unterstützt, wie etwa der kroatischen Präsidentin Kolinda Grabar-Kitarović. Am 11. Oktober 2018 wurde Komšić von den Bürgermeistern dreier mehrheitlich kroatisch bewohnter Gemeinden zur Persona non grata erklärt. 13 weitere Gemeinden folgten am nächsten Tag. Der kroatische Premierminister Andrej Plenković hat das Thema auf einem EU-Gipfel aufgebracht was zu Kritik von Denis Zvizdić, dem Vorsitzenden des Ministerrats von Bosnien und Herzegowina, führte, welcher ihm vorwarf, die Souveränität Bosniens zu untergraben.

## Weblink
- Ergebnisse auf der Website der zentralen Wahlkommission von Bosnien und Herzegowina (bosnisch, kroatisch, serbisch, englisch).